# Ernst Bloch
Ernst Bloch (n. 8 iulie 1885, Ludwigshafen am Rhein, Germania – d. 4 august 1977, Tübingen, Republica Federală Germania, Germania) a fost un filosof marxist german. 
Bloch a fost influențat de Hegel și Karl Marx, precum și de gânditori apocaliptici și religioși precum Thomas Müntzer, Paracelsus și Jacob Boehme.
A stabilit prietenii cu György Lukács, Bertolt Brecht, Kurt Weill, Walter Benjamin și Theodor W. Adorno.